# Appuntamento sotto il letto
Appuntamento sotto il letto (Yours, Mine and Ours) è un film del 1968 diretto da Melville Shavelson.

## Trama
Frank Beardsley è un Ufficiale di Marina, recentemente distaccato dalla portaerei USS Enterprise e assegnato come ufficiale progettista per un dispositivo di terra che utilizza le lenti di Fresnel, o "polpetta", da adottare infine come equipaggiamento standard su tutte le portaerei. Helen North è un'infermiera civile che lavora nel dispensario al NAS Alameda, la base navale americana in California alla quale Frank viene assegnato.
Appena trasferitasi a San Francisco da un'altra città, Helen è una vedova di marina da quasi un anno di un Ufficiale di rotta, caduto durante un volo di ricognizione, con otto figli, quattro maschi e quattro femmine. Un giorno, incontra casualmente al supermercato Frank, anch'egli vedovo e padre di dieci figli, tre maschi e sette femmine. Ambedue hanno un bel daffare per gestire così tanti figli, di ambo i sessi ed età disparate: nella nuova casa di Frank le governanti durano pochi giorni, prima di licenziarsi, vista la riottosità dei figli nel collaborare, arrabbiati perché le due sorelline più piccole sono state affidate agli zii; pure in quella di Helen, le difficoltà sono all'ordine del giorno. Darrell, un collega di Frank, lo spinge a uscire e frequentare nuove donne. Dopo un piccolo incidente domestico con l'ultima governante, Frank porta la figlia Louise all'infermeria per un controllo: visitata da Helen, Louise si confida parlando della mancanza di intimità nella nuova casa e dei cambiamenti adolescenziali che attraversa. La sera stessa, Frank telefona a Helen per invitarla ad un appuntamento il giorno successivo. 
Alla cena i due, nonostante il nervosismo, si trovano bene: parlano estensivamente delle loro vite, senza tuttavia avere il coraggio di confessare l'un l'altra l'elevato numero della rispettiva prole. Vanno poi in un affollato bar per tentare, con un caffè irlandese, di farsi coraggio grazie all'alcol. Qui, dopo vari momenti comici che vedono coinvolto inavvertitamente anche Darrell, i due faticano ancora ad esternare le loro preoccupazioni. 
Sul tram funicolare di San Francisco, è infine Helen, comprendendo che l'appuntamento volge al termine, a farsi avanti per prima; Frank, tra il sorpreso e il divertito, ribatte. Comprendendo entrambi le enormi difficoltà di gestione di una famiglia di diciotto ragazzi, Helen e Frank si perdono di vista per un po', seppur a malincuore.
Sarà Darrell, fiducioso nel potenziale della coppia, ad organizzar loro degli appuntamenti con dei partner inadatti, al solo scopo di far ricredere Frank e Helen. In due salette "casualmente" adiacenti dello stesso ristorante cinese, Helen cena con un medico ostetrico, scapolo e con poco tatto, mentre invece Frank è in compagnia di Madeleine, una ragazza giovane ed emancipata, che tenta subito di sedurlo. Helen liquida velocemente il medico mostrandogli le fotografie dei suoi otto figli, restando dunque senza accompagnatore: all'uscita, Frank propone di riaccompagnarla a casa, con grande disappunto della sua accompagnatrice. Durante il tragitto, i due cedono al desiderio di ricostruire le rispettive vite insieme, nonostante le difficoltà. 
Iniziano dunque a frequentarsi assiduamente, finché Frank non si sente talmente coinvolto e innamorato da fare il grande passo: invitare a casa Helen per farle conoscere la sua "tribù".
La diffidenza e l'ostilità dei tre figli maschi arriva al punto di versare, a tradimento, un eccessivo quantitativo di alcol nell'aperitivo offerto alla donna. Questa, ubriacatasi velocemente, comincia a ridere e straparlare, fino a sentirsi male, facendo una figuraccia di fronte all'intera famiglia di Frank. Egli comprende che la donna non sta bene, e che la colpa è dei tre figli: mentre Helen viene portata in bagno, li rimprovera aspramente, intimando loro di scusarsi. Rimessasi in sesto e ricevute le scuse, un'atterrita Helen riceve da Frank la proposta di matrimonio.
Helen accetta, ed in breve tempo i due sono marito e moglie, nonostante le perplessità e l'opposizione dei figli. Infatti, a messa finita, i due gruppi di ragazzi iniziano a litigare e persino il viaggio di nozze viene mandato a monte da una presunta febbre del piccolo Phillip, uno dei figli di Helen. 
Subito dopo, l'intera carovana dei Beardsley e dei North va ad abitare in una vecchia e grande casa vittoriana, dove Frank tenta di gestire la "truppa" con disciplina militaresca. Arrivano anche le due figlie più piccole, riportate dagli zii: la famiglia è unita nel numero, ma non nello spirito. È subito chiaro che la convivenza di due famiglie così grandi non è facile, né i due novelli sposi riescono a vivere la loro intimità.
Per esemplificare la difficile situazione Frank racconta una mattinata-tipo, e la scena segue il piccolo Phillip: gli è difficile persino fare colazione e non trova il giusto paio di scarpe prima di uscire. A scuola, il bambino decide di firmare un compito con il cognome del patrigno, venendo rimproverato dalla rigida suora insegnante, e finendo per fare a botte con i compagni. Chiamata la madre, la suora continua ad insistere sul fatto che il cognome "legale" di Phillip sia North e non Beardsley, e persino Helen finisce per arrabbiarsi con la religiosa.
Helen e Frank iniziano dunque a discutere della possibilità di adottare reciprocamente i figli del coniuge, per superare eventuali difficoltà legali, sottovalutando la reazione dei figli adolescenti, che è negativa: restano scioccati, perché pensano che l'intenzione di questo atto sia dimenticare i genitori defunti, "seppelliti un'altra volta".
Nonostante ciò, i rapporti tra alcuni dei ragazzi iniziano lentamente a cementarsi, complice anche il Natale, che porta con sé due novità: Frank viene richiamato con Darrell sull'USS Enterprise per testare un loro brevetto recentemente approvato; Helen scopre dal dottore di essere incinta un'altra volta, e dunque decide di non annunciare il fatto, per far partire il marito senza causargli ripensamenti. 
Il primogenito di Frank, Mike, viene chiamato a prestare servizio militare: durante la visita d'idoneità incontra lo stesso dottore, che inavvertitamente lo mette a conoscenza della gravidanza. Mike si confronta con Helen, che gli confessa di essere felice di avere un bambino che non dovrà sentirsi di questa o quell'altra famiglia, ma che sarà felice di essere fratello di tutti. Il giovane ragazzo inizia dunque a mostrare un cambiamento verso Helen, diventando più premuroso.
I mesi passano: Frank viene trattenuto più a lungo del previsto a bordo della portaerei, finché non riceve un disegno della piccola Veronica, che disegna Helen col pancione. Comprendendo l'imminenza del parto, rientra precipitosamente a terra per assistere la moglie.
È proprio il diciannovesimo figlio ad unire la famiglia per intero. La sera in cui Helen rompe le acque, tutti collaborano per portarla tempestivamente in ospedale; nella confusione si vede Mike, figlio di Frank, fare a botte col fidanzato di Colleen, figlia di Helen, perché quest'ultimo l'ha offesa, a riprova della coesione di tutti i ragazzi.
Nato il bambino, tutti attendono di vederlo fuori dall'ospedale, sorridenti ed uniti dalla gioia: a quel punto, l'adozione desiderata da Frank ed Helen è una formalità per tutti i ragazzi. Finalmente, davanti al giudice, la famiglia procede ad unirsi ufficialmente: Frank adotta tutti i figli del primo matrimonio di Helen, lei tutti quelli del marito, rendendo dunque anche il piccolo Phillip "finalmente legale".
Il film si conclude con la partenza da casa di Mike, diretto al servizio di leva militare a Camp Pendleton, arruolato nei Marines. Tutti lo salutano sentitamente: è il primo ragazzo della famiglia che "diventa grande", dovendosene allontanare.

## Produzione

### Sceneggiatura
Le vicenda narrata nel film prende spunto da una storia vera: Helen Eileen Brandmeier, vedova di Richard North è, al momento della morte di questi avvenuta in un incidente aereo, madre di sette figli ed in attesa dell'ottavo, conobbe Frank Beardsley, vedovo con dieci figli; i due si sposarono quattro mesi dopo e, a seguito dell'attenzione dei media sulla numerosa famiglia, i due cedettero ai Desilu Studios i diritti sulla loro storia.

## Rifacimento
Nel 2005 è stato realizzato il remake I tuoi, i miei e i nostri con protagonisti Dennis Quaid e Rene Russo.

## Critica
«Qualche buona gag... atteggiamento moralistico... commedia non totalmente riuscita» **